# Neoplocaederus denticornis
Neoplocaederus denticornis är en skalbaggsart som först beskrevs av Fabricius 1801.  Neoplocaederus denticornis ingår i släktet Neoplocaederus och familjen långhorningar.
Artens utbredningsområde är:
- Mali.
- Senegal.
- Togo.

Inga underarter finns listade i Catalogue of Life.